# Trichonotus
Trichonotus — рід риб ряду бичкоподібних (Gobiiformes). Відносяться до монотипової родини Trichonotidae і підряду Trichonotoidei. Представники роду поширені у Індовестпацифіці.

## Види
Рід містить 10 видів:
- Trichonotus arabicus J. E. Randall & A. B. Tarr, 1994
- Trichonotus blochii Castelnau, 1875[2]
- Trichonotus cyclograptus Alcock, 1890
- Trichonotus elegans Shimada & Yoshino, 1984
- Trichonotus filamentosus Steindachner, 1867
- Trichonotus halstead E. Clark & Pohle, 1996
- Trichonotus marleyi J. L. B. Smith, 1936
- Trichonotus nikii E. Clark & K. von Schmidt, 1966
- Trichonotus setiger Bloch & J. G. Schneider, 1801
- Trichonotus somaliensis Katayama, Motomura & Endo, 2012[3]